# Filovia Anzio-Nettuno
La filovia Anzio-Nettuno era una linea filoviaria interurbana, che collegava le due limitrofe cittadine laziali in riva al Mar Tirreno, gestita dalla STIO (Società Trasporti Italia Oltremare).

## Storia
La linea fu inaugurata il 17 giugno 1939, sostituendo la preesistente tranvia, giudicata obsoleta, e di cui in ogni caso si sarebbe reso necessario un prolungamento, per servire le nuove stazioni ferroviarie delle due cittadine.
Gli impianti della filovia furono gravemente danneggiati dagli eventi bellici, causando la sospensione dell'esercizio nel 1944. Nel dopoguerra si decise di non riattivare la linea.

## Mezzi
- 4 Fiat 656F/551 Marelli[1]